# Guido Waldmann
Guido Waldmann (* 17. November 1901 in St. Petersburg; † 15. Februar 1990 in Trossingen) war ein deutscher Musikpädagoge, Komponist und Pianist.

## Leben
Guido Waldmann stammte aus einer deutsch-baltischen Familie. Sein Vater Johannes Waldmann war Lehrer in St. Petersburg. Er besuchte die deutschsprachige Annenschule in St. Petersburg bis zum Abitur. Gleichzeitig erhielt er Klavierunterricht bei Fritz Grieben und Kasimir Mikoscha, einem der letzten Schüler Anton Rubinsteins.
Als Folge der Russischen Revolution kam er nach Deutschland. Von 1921 bis 1924 studierte er am Landeskonservatorium der Musik in Leipzig. Hier war er Schüler von Robert Teichmüller (Klavier) und Fritz Reuter (Theorie und Komposition). Anschließend war er 1924/24 in Estland und 1925/26 in Leipzig als Konzertpianist tätig, bis er 1926 Lehrer für Musiktheorie am Seminar des Reichsverbandes Deutscher Tonkünstler und Musiklehrer in Berlin wurde, das Privatmusiklehrer ausbildete. 1928 heiratete er in Berlin die Pianistin Lili Kroeber-Asche.
In dem von ihm selbst verfassten biografischen Artikel in Die Musik in Geschichte und Gegenwart charakterisiert Waldmann den folgenden Zeitraum so: „In diese Jahre fällt seine Auseinandersetzung mit den Gedanken einer modernen Musikpädagogik, wie sie sich vor allem durch die Begegnung mit H. Mersmann und mit Vertretern der deutschen Jugendmusikbewegung ergab.“ Soll die Erwähnung von Hans Mersmann wohl eine Distanz zum Nationalsozialismus andeuten, so war Waldmann jedoch tatsächlich an führender Stelle an der Gleichschaltung und ideologischen Beeinflussung der Musikerziehung, z. B. durch Musikschulungslager tätig. Ab 1933 war er Schriftleiter der Zeitschrift Musik und Volk bzw. Musik in Jugend und Volk, herausgegeben vom Kulturamt der Reichsjugendführung. Zum 1. Mai 1937 trat er der NSDAP bei (Mitgliedsnummer 5.853.404). Als hauptamtlicher Musikreferent der Reichsjugendführung erhielt er 1937 einen Lehrauftrag an der Staatlichen Hochschule für Musikerziehung in Berlin-Charlottenburg. In der Hitlerjugend hatte er zuletzt den Rang Hauptgefolgschaftsführer.
1936 unternahm er als Mitarbeiter am Volksliedarchiv des Staatlichen Instituts für Musikforschung eine Forschungsreise zu deutschen Sprachinseln in Südosteuropa, um dort Volkslieder und Volkstänze zu dokumentieren. 1939 kam er an das Deutsche Ausland-Institut in Stuttgart, um hier eine Arbeitsstelle für deutsche Musik im Ausland aufzubauen, die als Stuttgarter Außenstelle des Staatlichen Instituts für Musikforschung geführt wurde. Von 1941 bis 1945 befand er sich im Kriegsdienst. Nach Abschluss seiner Entnazifizierung war er ab 1948 Lehrbeauftragter für Musikerziehung und Literaturkunde, dann Leiter des Seminars für Privatmusiklehrer an der Hochschule für Musik und Darstellende Kunst Stuttgart. 1952 wurde er als Nachfolger von Ernst-Lothar von Knorr zum Direktor des Hochschulinstituts für Musik in Trossingen berufen. Unter anderem durch die Einrichtung einer Fachschule für Bläser, an der Willy Schneider und Hermann Regner unterrichteten, baute Waldmann die Einrichtung zu einer Hochschule für Musikerziehung aus, die 1971 zur Staatlichen Hochschule für Musik Trossingen wurde. Zusammen mit seiner Frau verfasste er ein weit verbreitetes und bis heute erhältliches Klavier-Schulwerk für Einzel- und Gruppenunterricht.
Guido Waldmann war Vizepräsident des Landesmusikrates Baden-Württemberg. Er war Gründer und erster Leiter der Bundesakademie für musikalische Jugendbildung in Trossingen; ab 1982 war er Ehrenvorsitzender des Trägervereins. In dieser Zeit war er in Baden-Württemberg als „Altmeister des Jugend- und Volksmusizierens“ hoch geachtet. In der Akademie erinnerte der Guido-Waldmann-Saal an ihn. Im Zuge der Umbau- und Erneuerungsarbeiten wurde der Name 2016 gestrichen: „Der Guido-Waldmann-Saal, bislang der einzige Konzertsaal, hat einige Verbesserungen erfahren, wie Schuh zeigte, und läuft jetzt unter "Saal E1".“

## Auszeichnungen
- Bundesverdienstkreuz 1. Klasse (1966)[9]
- Verdienstorden des Landes Baden-Württemberg (1982)

## Werke

### Orchesterwerke
- Save the best for last

### Chorwerke
- Singebuch für Frauenchor, hrsg. im Auftrag der Reichsjugendführung und des Reichsverbandes der gemischten Chöre, Wolfenbüttel/Berlin 1940

### Schriften
- 1000 Musik-Diktate – Teil: 2: Diktate zur Musiklehre mit erklärender Einführung von Guido Waldmann. Berlin, Hannover 1931
- Reichstagung für Musikerzieher und Musikwoche 1937 in Berlin-Charlottenburg. In: Musik und Volk 4 (1936/37), S. 193f
- Singen und Bekennen. – Zur Frage der Neudichtung von Liedtexten. In: Musik in Jugend und Volk, 1 (1938), S. 185
- Bekenntnis zur deutschen Musik: Reichsmusiktage Düsseldorf – Beethovenfest der HJ. in Wildbad. In: Musik in Jugend und Volk 1 (1938), S. 330
- (Hrsg.) Zur Tonalität des deutschen Volksliedes. Kallmeyer, Wolfenbüttel und Berlin 1938
- (Hrsg.): Rasse und Musik. Berlin-Lichterfelde 1939
- Die Orgel in der Gegenwart. Kallmeyer, Wolfenbüttel/Berlin 1939
- Kleine Volksliedkunde. in: Journal of the International Folk Music Council, Vol. 12, 1960. (1960), p. 100
- Russland. in: Journal of the International Folk Music Council, Vol. 18, 1966. (1966), p. 118
- mit Lili Kroeber-Asche: Neue Wege am Klavier – Schulwerk für Einzel- und Gruppenunterricht. Möseler, Wolfenbüttel 1979, 2. Auflage 1987

### Übersetzungen
- Boris Wladimirowitsch Assafjew-Glebow: Tschaikowskis Eugen Onegin. (mit Kommentar), Potsdam 1947;
- Leo Tolstoi: Volkserzählungen. Stuttgart 1948
- Leo Tolstoi: Volkserzählungen und Legenden. (= Reclams Universal-Bibliothek Nr. 2556/2557a) Stuttgart 1951, verschiedene Auflagen bis 2016, ISBN 978-3-15-002556-7